# Mesoplophora leviseta
Mesoplophora leviseta är en kvalsterart som beskrevs av Hammer 1979. Mesoplophora leviseta ingår i släktet Mesoplophora och familjen Mesoplophoridae. Inga underarter finns listade i Catalogue of Life.